# Silica

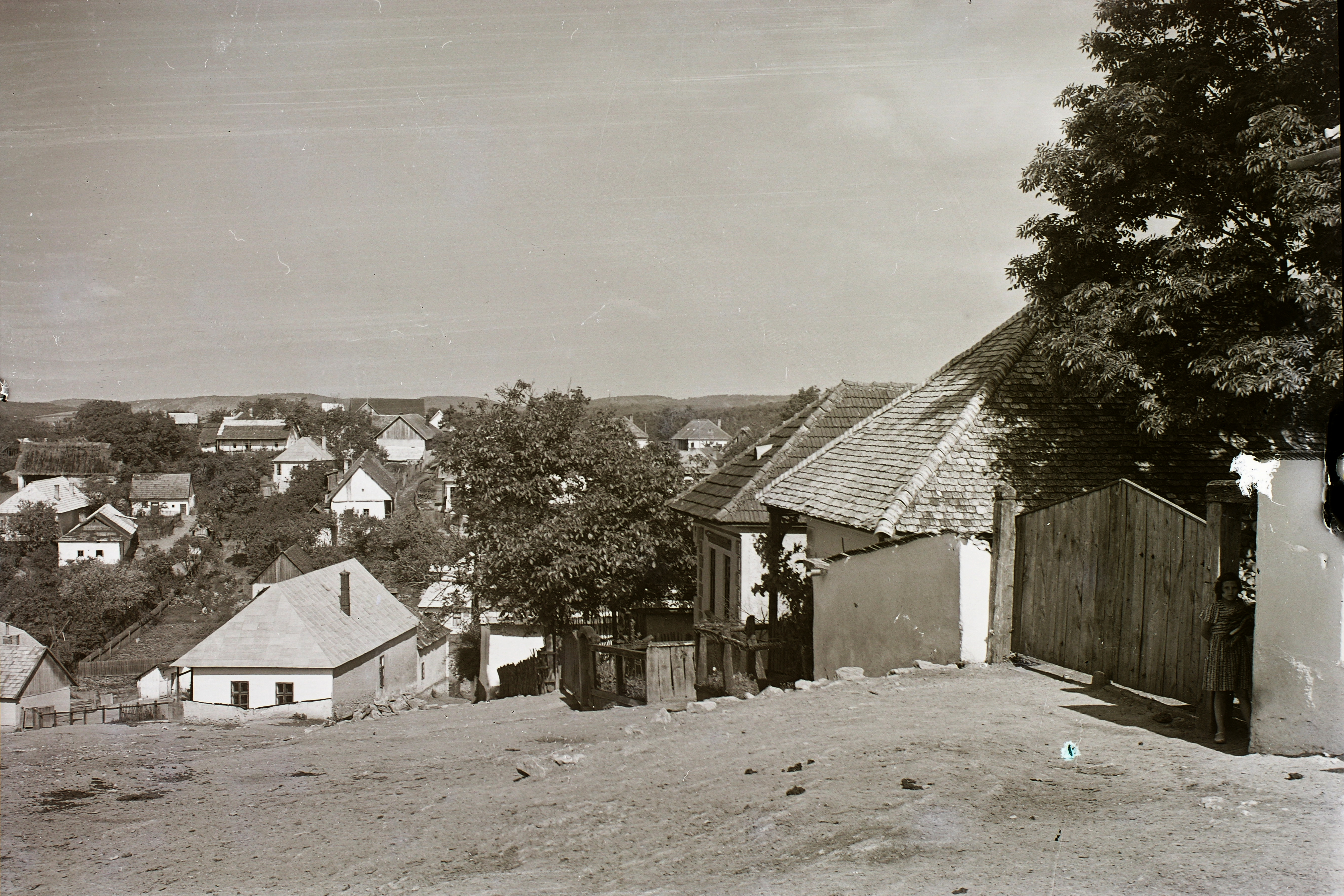
Silica w 1940 r.

Silica (węg. Szilice) – wieś (obec) na Słowacji położona w kraju koszyckim, w powiecie Rożniawa.

## Położenie
Silica leży w centralnej części Płaskowyżu Silickiego, na wysokości 549 m n.p.m., niespełna 2 km na północny zachód. od granicy państwowej słowacko-węgierskiej. Zabudowania rozłożone są w większości na łagodnych, zach. stokach wydłużonego wzgórza, na którym wznosi się kościół, stanowiący wyraźną dominantę całej okolicy.
Położona jest w linii biegnącego z zach. na wsch. (od Gombaseku w dolinie rzeki Slanej przez Silicę do doliny Turni) morfologicznego obniżenia, dzielącego płaskowyż na dwie części, na granicy występowania wapieni i niekrasowego podłoża (dolnotriasowe łupki, tzw. warstwy werfeńskie). Taka sytuacja geomorfologiczna skutkuje istnieniem kilku wydajnych źródeł, które zapewniają mieszkańcom niezbędną ilość wody.
Dojazd do wsi jest możliwy jedynie asfaltową drogą od strony zach., z odległej o ok. 5 km (w linii prostej) miejscowości Slavec w dolinie rzeki Slanej. Droga prowadząca z Silicy na wsch., do Silickiej Jablonicy, jest zamknięta dla ruchu pojazdów samochodowych. Szereg gruntowych (częściowo utwardzanych) dróg polnych łączy ją z rozsianymi po okolicy łąkami i pastwiskami.

## Historia
Tereny wsi były zamieszkane przez człowieka od czasów prehistorycznych. Liczne znaleziska archeologiczne poświadczają tu ludzką obecność od neolitu aż po czasy starożytnego Rzymu. Dzisiejsza wieś była wspominana w dokumentach już w XIV w., jednak w rzeczywistości jest ona jeszcze starsza, gdyż początki istniejącego w niej do dziś kościoła sięgają końca XIII stulecia. W 1399 r. znajdował się w niej murowany zameczek (castellum), zbudowany przez Stefana de Zalonnay, otoczony wałem i palisadą, po którym do dziś nie pozostało jednak ani śladu. Później właściciele wsi zmieniali się wielokrotnie, ostatnimi z nich byli członkowie rodu Andrássych.
Mieszkańcy wsi uważali się zawsze za Węgrów i do dziś ok. 90% z nich identyfikuje się z narodowością węgierską. Zajmowali się rolnictwem i pasterstwem. Tradycje te do dziś kontynuuje gospodarstwo hodowlane, mieszczące się w pd.-wsch. części wsi. Jego łąki i pastwiska ciągną się na kilka kilometrów w głąb płaskowyżu.

## Demografia
Według danych z dnia 31 grudnia 2012, wieś zamieszkiwało 556 osób, w tym 275 kobiet i 281 mężczyzn.
W 2001 roku rozkład populacji względem narodowości i przynależności etnicznej wyglądał następująco:
- Słowacy – 5,51%
- Romowie – 4,84%
- Ukraińcy – 0,5%
- Węgrzy – 88,98%

Ze względu na wyznawaną religię struktura mieszkańców kształtowała się w 2011 roku następująco:
- Katolicy rzymscy – 24,6%
- Grekokatolicy – 5,7%
- Kalwiniści – 49,6%
- Ateiści (bez wyznania) – 6,4%
- Nie podano – 9,8%

## Zabytki
Kościół z końca XIII w. Murowany, orientowany, jednonawowy kościół w stylu romańsko-gotyckim, z prosto zamkniętym prezbiterium i masywną wieżą od zach. Nawa i prezbiterium nakryte wspólnym dachem dwuspadowym, wieża – wysokim dachem namiotowym, przechodzącym w iglicę. Pierwotnie katolicki pw. Wszystkich Świętych, obecnie należy do Reformowanego Kościoła Chrześcijańskiego na Słowacji (słow. Reformovaná kresťanská cirkev na Slovensku).

### Historia kościoła[7]
Kościół w Silicy, zbudowany na niewysokim wzniesieniu dominującym nad okolicą, powstał pod koniec XIII w. Była to niewielka, murowana budowla z prostokątną nawą, kwadratowym (węższym od nawy) prezbiterium oraz dostawioną od strony pn. zakrystią. Ok. roku 1300 przedłużono nawę w kierunku zach. W późniejszym okresie rozebrano pierwotne prezbiterium. Po przedłużeniu nawy w kierunku wsch. dobudowano na jej końcu nowe prezbiterium, którego szerokość (od zewnątrz) jest równa szerokości nawy.
W drugiej połowie XIV w. wnętrze świątyni ozdobiono freskami. Ok. połowy XV w. kościół został otoczony murem obronnym, opiętym od zewnątrz wydatnymi przyporami, co zapewne wiązało się z faktem, iż Gemer był wówczas w większości opanowany przez wojska bratrzyków Jana Jiskry. W roku 1525 do frontu budowli od strony zach. dostawiono masywną wieżę na rzucie prostokąta. Przez długi czas (aż do gruntownych badań archeologicznych na początku XXI w. - p. niżej) rok ten był przyjmowany w ogóle za datę powstania kościoła.
W XIX w. kościółek doczekał się gruntownej odnowy, w ramach której m.in. otrzymał w l. 1875-1876 nowy, kasetonowy strop, przykrywający nawę.
Badania archeologiczne, podjęte w 2000 r., przyniosły kilka ciekawych odkryć, rzucających światło na dawne dzieje świątyni. M. in. odkryto trzy romańskie okna szczerbinowe (dwa z nich są widoczne od zewnątrz, trzecie – od wnętrza świątyni) oraz wczesnogotycki portal (zamknięty jeszcze łukiem niełamanym) w południowej ścianie nawy. Prace renowacyjne we wnętrzu świątyni, przeprowadzone w l. 2009-2015, ukazały fragmenty murów wspomnianych wyżej pierwotnych: prezbiterium i zakrystii, a także pięć malowanych krzyży konsekracyjnych (zacheuszków) oraz fragmenty fresków.

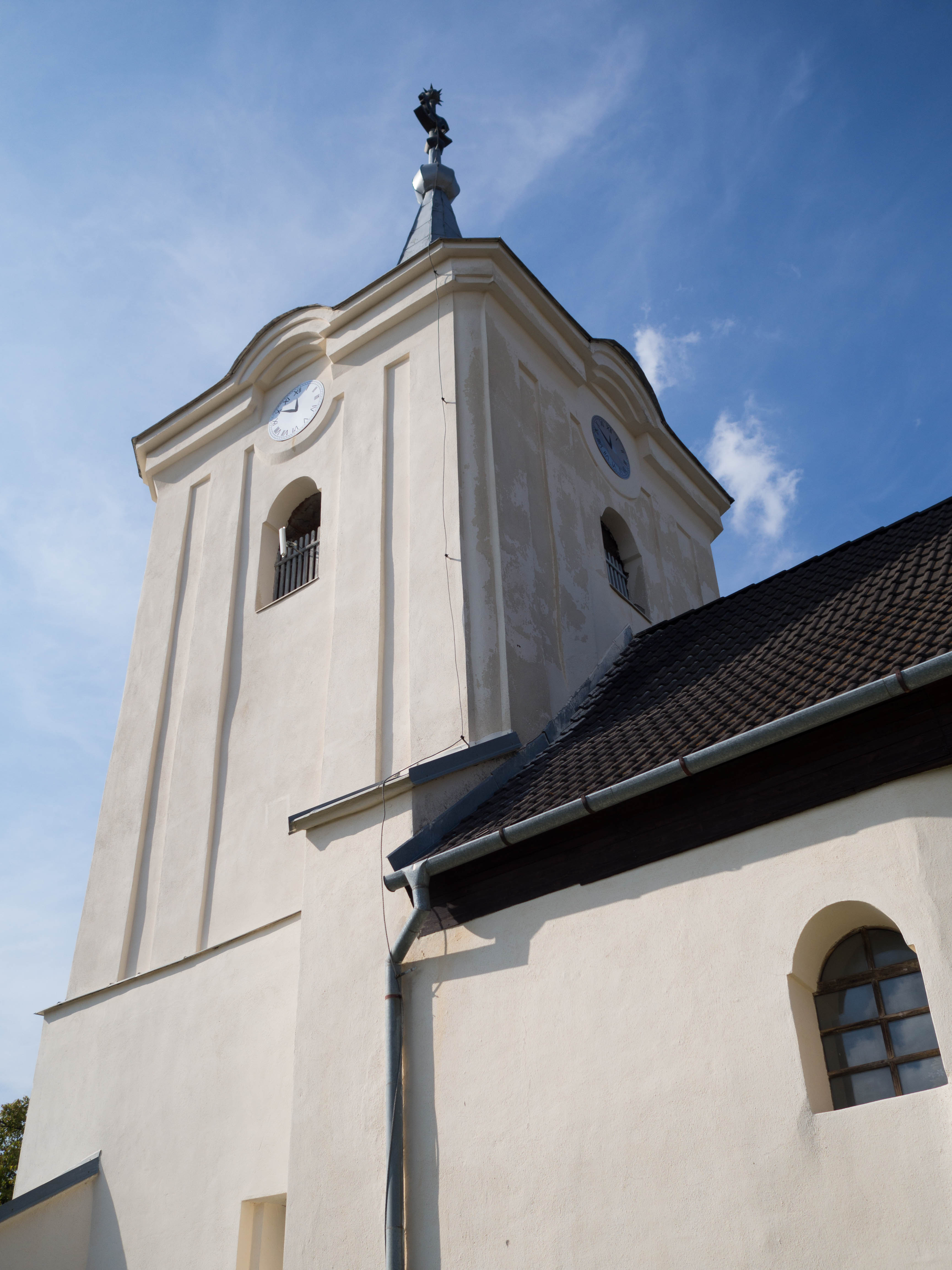
Wieża kościoła
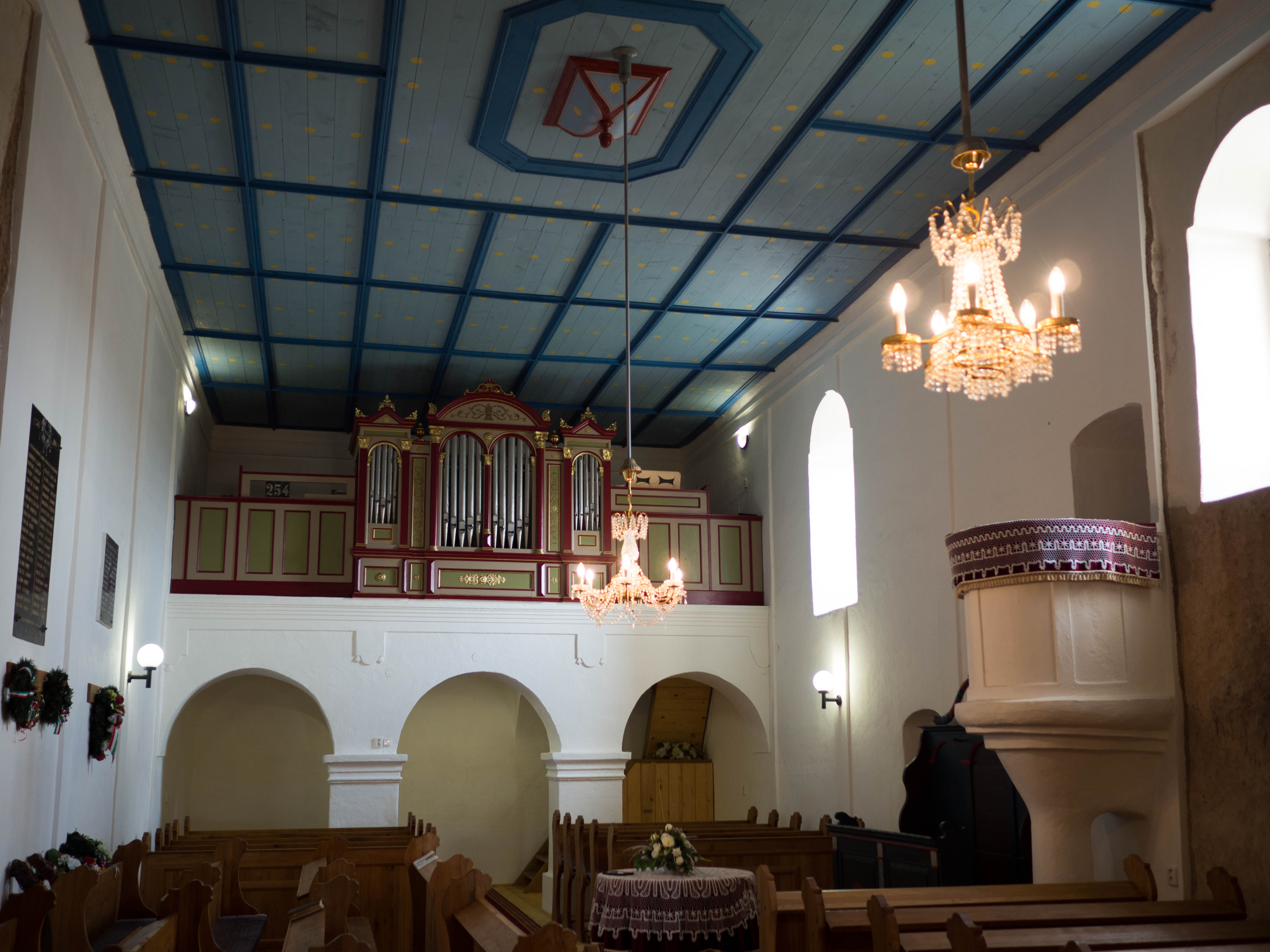
Wnętrze kościoła
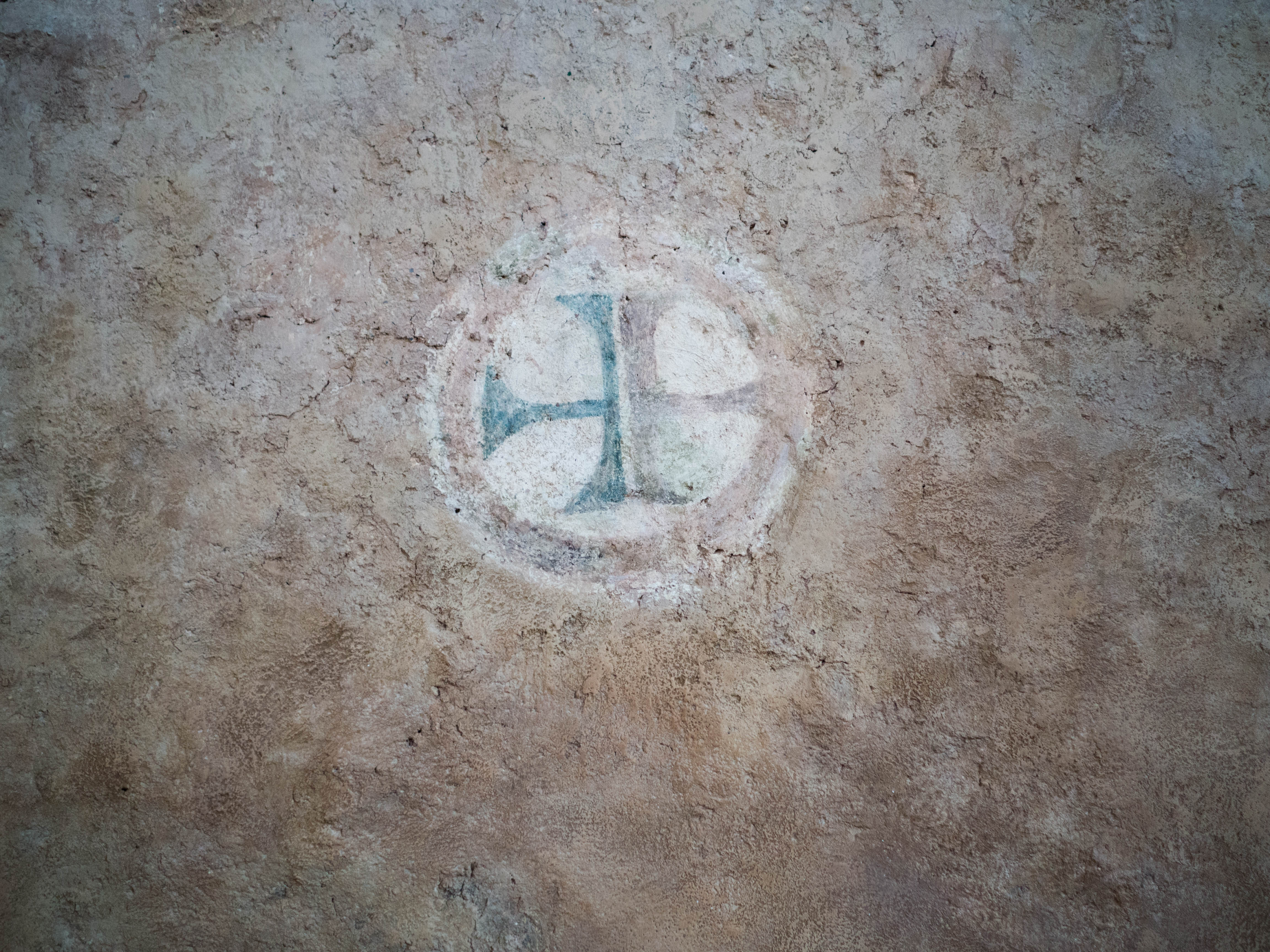
Krzyż konsekracyjny z XIII w.
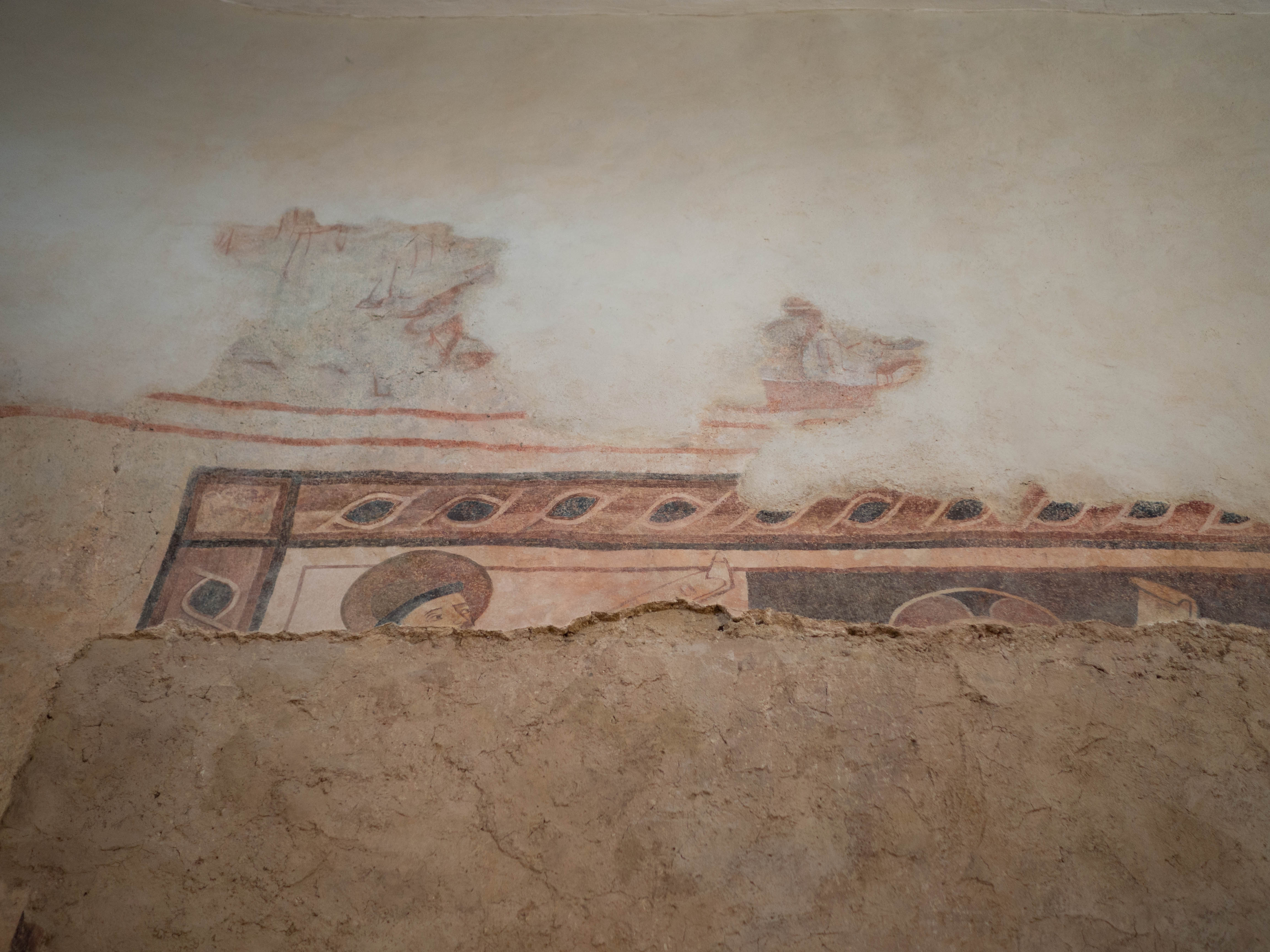
Fragment fresków